# Flór Ferenc-díj

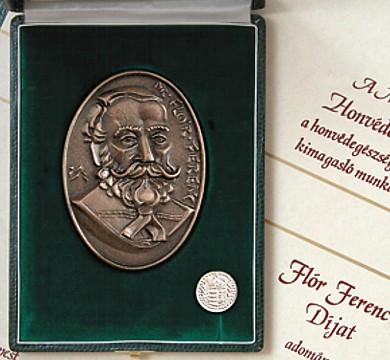
Flór Ferenc-díj

A Flór Ferenc-díj honvédelmi miniszteri rendelettel 1992-ben alapított állami elismerés.

## A díj odaítélése
A Flór Ferenc-díjat a honvédelmi miniszter a honvéd egészségügyi szolgálat szervezésében, fejlesztésében, a gyógyító-megelőző munkában, a közegészségügyi és járványügyi, a kutatói, az anyagellátói munkaterületeken nyújtott kimagasló teljesítmény elismerésére adományozza évente, július 1-jén, a Semmelweis Napon.
A díjazottak jogosultak a Flór Ferenc-díjas cím használatára és az erre utaló miniatűr jelvény viselésére. (Ha a díj odaítélése és átadása közötti időben a kitüntetendő személy elhalálozik, a plakettet, az oklevelet és a díjjal járó pénzjutalmat házastársa vagy leszármazottja veheti át.)
A honvédelmi miniszter által alapítható és adományozható elismerésekről szóló mindenkori rendelet az összes díj éves kontingensét úgy határozza meg, hogy Flór Ferenc-díjban évente gyakorlatilag 1-2 fő részesülhet.

## A díjak leírása és viselése
A díjakkal oklevél, plakett és anyagi elismerés jár. A pénzjutalom összege a Kossuth-díjjal járó pénzjutalom mindenkori összegének 20%-a.
A plakett álló ovális alakú, rajta a névadó arcmása és neve. Anyaga bronz, mérete 70x100 mm (alkotója ifj. Szlávics László). 
Kitűzője kerek, rajta a díjat megjelenítő motívumokkal, mérete 20 mm. 
A miniatűr jelvényt a szolgálati, köznapi és ünnepi öltözet esetén a zubbony jobb oldalán, a zsebtakaró felett kell viselni.

## Díjazottak
- 1993 – Dr. Farkas József orvos vezérőrnagy
- 1994 – Dr. Aracsi László orvos ezredes
- 1994 – Dr. László Imre orvos ezredes
- 1994 – Dr. Donáth Antal orvos
- 1995 – Dr. Liptay László orvos ezredes
- 1996 – Dr. Svéd László orvos vezérőrnagy
- 1997 – Dr. Ecsedy Gábor orvos
- 1997 – Dr. Barna Béla orvos ezredes
- 1997 – Dr. Fűrész József orvos ezredes
- 1998 – Dr. Orgován György orvos ezredes
- 1999 – Dr. Fekete István orvos ezredes
- 1999 – Dr. Kéthelyi Judit orvos ezredes
- 2000 – Dr. Hetei Péter orvos ezredes
- 2001 – Dr. Sedivi László orvos ezredes
- 2001 – Dr. Szabó László állatorvos ezredes
- 2002 – Dr. Pozsgai Attila orvos ezredes
- 2003 – Dr. Katona István orvos ezredes
- 2004 – Dr. Kovács Gábor orvos ezredes
- 2005 – Dr. Németh Károly orvos ezredes
- 2006 – Dr. Grósz Andor orvos ezredes
- 2007 – Dr. Németh András orvos dandártábornok
- 2008 – Kósáné dr. Szilágyi Zsuzsanna orvos ezredes
- 2009 –
- 2010 –
- 2011 –
- 2012 –
- 2013 –
- 2014 –
- 2015 –
- 2016 –
- 2017 – Dr. Végh Attila nyá. orvos ezredes
- 2018 – Dr. habil Szabó Sándor András orvos ezredes
- 2019 – Dr. medil habil Rókusz László József nyá. orvos ezredes
- 2020 – Mondiné Dr. Átol Éva Ilona nyá. orvos alezredes
- 2021 - Dr. Kovács László nyá. orvos ezredes
- 2022 - Dr. Kopcsó István orvos vezérőrnagy